# Hari Vukas
Hari Vukas (Split, 6. listopada 1972.) hrvatski je nogometni trener i bivši igrač koji je trenutno pomoćnik trenera Kayserispora Buraka Yılmaza.
Nakon što je bio glavni trener Dugopolja, Zagore Unešić i Dinare, te pomoćni trener Primorca 1929 i Hajduka Split, Vukas je angažiran kao privremeni trener Hajduka nakon ostavke Igora Tudora u veljači 2015. godine. Ubrzo je imenovan za stalnog trenera, ali u svibnju iste godine je smijenjen, a zamijenio ga je Damir Burić.
U razdoblju između 2016. i 2018. Vukas je radio kao pomoćni trener Igora Tudora u Karabüksporu, Galatasarayu i Udineseu. Dana 12. lipnja 2019. godine imenovan je glavnim trenerom bosanskohercegovačkog prvoligaša Zrinjskog iz Mostara, nakon ostavke Blaža Sliškovića. Nakon poraza od 0-2 u gostima protiv Zvijezde 09 2. studenog 2019., Vukas je dva dana kasnije dobio otkaz u Zrinjskom.
Dana 23. prosinca 2019. Tudor i Vukas vratili su se u Hajduk Split; Tudor je imenovan glavnim trenerom, a Vukas njegovim pomoćnim trenerom. Dana 21. kolovoza 2020., nakon imenovanja Tudora za pomoćnog trenera Juventusa, Vukas je imenovan privremenim trenerom Hajduka. Dana 8. rujna objavljeno je da će Vukas trajno preuzeti tu ulogu. Nakon što je novoizabrani predsjednik Lukša Jakobušić smijenio savjetnika Marija Stanića i Ivana Kepčiju, Vukas je dobio otkaz u Hajduku 4. studenog 2020. godine.